# نشان شیر سفید
نشان شیر سفید (چکی: Řád Bílého lva) نشان افتخار در جمهوری چک بود که در سال ۱۹۲۲ بنیانگذاری شده بود.